# Dwayne Goettel
Dwayne Rudolph Goettel, född 1 februari 1964, död 23 augusti 1995, var en kanadensisk musiker som var medlem i industrialbandet Skinny Puppy. Goettel avled av en överdos heroin 1995.

## Fotnoter
1. 1 2  Find a Grave, Find A Grave-ID: 8862592, läs online, läst: 9 oktober 2017.[källa från Wikidata]
2. ↑  Tjeckiska nationalbibliotekets databas, NKC-ID: xx0132255, läst: 15 december 2022.[källa från Wikidata]